# فرودگاه شهری بنسون (مینه‌سوتا)
فرودگاه شهری بنسون (مینه‌سوتا) (به انگلیسی: Benson Municipal Airport (Minnesota)) یک فرودگاه همگانی بهره‌برداری هوایی با کد یاتا BBB است که یک باند فرود آسفالت دارد و طول باند آن ۱۲۱۹ متر است. این فرودگاه در کشور ایالات متحده آمریکا قرار دارد و در ارتفاع ۳۱۷ متری از سطح دریا واقع شده‌است.